# Cynorkis nutans
Cynorkis nutans är en orkidéart som först beskrevs av Henry Nicholas Ridley, och fick sitt nu gällande namn av Joseph Marie Henry Alfred Perrier de la Bâthie. Cynorkis nutans ingår i släktet Cynorkis, och familjen orkidéer.
Artens utbredningsområde är Madagaskar. Inga underarter finns listade i Catalogue of Life.